# 歐洲站
歐洲站（法語：Europe）是巴黎地鐵3號線的一個車站。歐洲站開業於1904年10月19日，正值巴黎地鐵3號線拉雪茲神父站和維埃站區間開業9天之後。車站的名稱是來自於歐洲廣場。歐洲站所在地曾有一個火車站。

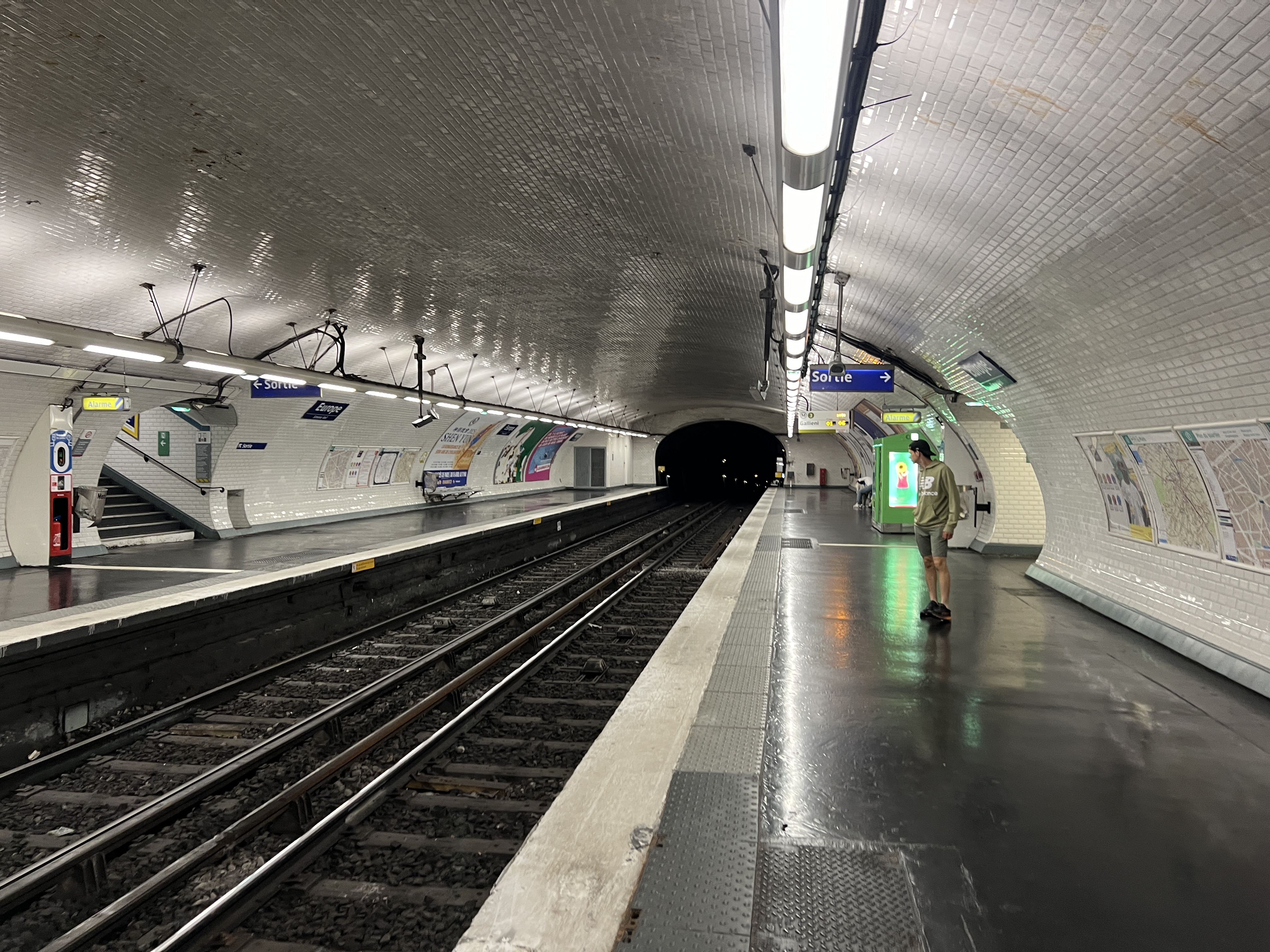
月台 (2024年7月)

## 車站結構
| 街道      |                    |                               |
| B1        | 夾層               |                               |
| 3號線月台 | 側式月台，右側開門 | 側式月台，右側開門            |
| 3號線月台 | 西行               | 往勒瓦盧瓦橋-培根（維利耶爾） |
| 3號線月台 | 東行               | 往加列尼（聖拉扎爾）          |
| 3號線月台 | 側式月台，右側開門 |                               |